# 遠くの空 指さすんだ
｢遠くの空 指さすんだ｣ (とおくのそら ゆびさすんだ) は、GReeeeNの楽曲。ZEN MUSICから2016年8月3日に配信限定でリリースされた。

## タイアップ
- 東京ヤクルトスワローズ 山田哲人 登場曲

## 曲の詳細
1. 遠くの空 指さすんだ [3:22]
  - 作詞・作曲 : GReeeeN